# Antoine-Félix de Leyris d'Esponchez
Antoine-Félix de Leyris d'Esponchez, né à Alais (Alès) le 20 décembre 1750 et mort près d'Udine le 13 juillet 1801, est un prélat et homme politique français qui fut le dernier évêque d'Elne et député du clergé aux États généraux de 1789.

## Biographie
Antoine-Félix de Leyris d'Esponchez est le fils de Guillaume de Leyris, seigneur d'Esponchez et de Blanche de Thomas La Garde. Licencié en théologie, chanoine de Nîmes il est pourvu en commende de l'abbaye de Lesterps dans le diocèse de Limoges. il est chapelain des obits de l'église royale et collégiale Saint-Frambourg de Senlis puis vicaire général du diocèse de Senlis.
Le 14 septembre 1788, il est sélectionné pour succéder à Jean-Gabriel d'Agay, évêque d'Elne mort le 28 août. Confirmé le 15 décembre 1788, il résigne son abbaye et il est consacré le 4 janvier suivant et prend possession de son diocèse le 13 mars au moment des élections aux États généraux de 1789.
Le 21 avril 1789, il est élu député du clergé aux États généraux par la viguerie de Perpignan. Au sein de la Constituante, il s'oppose à la suppression des dîmes et des autres privilèges de son ordre et ensuite aux mesures prises par l'Assemblée constituante en matière religieuse notamment à la constitution civile du clergé et refuse de prêtre le serment. Des troubles ayant éclaté à Perpignan, la municipalité de la ville l'accuse d'en être le fauteur. Il est arrêté et traduit devant le tribunal d'Orléans. L'installation d'un évêque constitutionnel en la personne de Gabriel Deville l'oblige à émigrer d'abord à Rome puis à Ancône et Venise en 1795 et enfin à Görlitz en 1797. De là il tente d'administrer son diocèse par le biais de ses vicaires généraux eux aussi émigrés en Espagne contre le nouvel évêque constitutionnel Dominique-Paul Villa. Il meurt le 13 juillet 1801 à Campo Longo près d'Udine avant que le pape Pie VII ne lui demande de renoncer à son siège épiscopal à la suite de la signature du Concordat de 1801.